# Auramina O
Auramina O – organiczny związek chemiczny z grupy związków difenylometanowych, będący chlorowodorkiem iminiowym. Zaliczana jest do zasadowych barwników difenylometanowych wraz z podobną do niej strukturalnie auraminą G.
Stosowana jest przede wszystkim do barwienia papieru i w preparatyce histologicznej. W innych zastosowaniach jej znaczenie maleje, a jako barwnik spożywczy jest zakazana w wielu państwach. Jest substancją prawdopodobnie rakotwórczą dla człowieka.

## Otrzymywanie
Auramina O nie występuje naturalnie, jest substancją pochodzenia syntetycznego. Po raz pierwszy otrzymali ją w 1883 roku Heinrich Caro i Alfred Kern w reakcji ketonu Michlera (4,4′-bis(dimetyloamino)benzofenonu) z chlorkiem amonu i chlorkiem cynku, prowadzonej w temperaturze rzędu 150–160 °C.
Współcześnie stosowaną metodą jest przepuszczanie amoniaku przez mieszaninę reakcyjną złożoną z zasady Michlera, tj. 4,4′-metylenobis(N,N-dimetyloaniliny), siarki i chlorku amonu w temperaturze 200 °C. Produktem przejściowym w tej reakcji jest tioketon Michlera – 4,4′-bis(dimetyloamino)tiobenzofenon.

Schemat otrzymywania auraminy O obejmujący etap syntezy zasady Michlera z formaldehydu i N,N-dimetyloaniliny, następnie ogrzewania go wraz z pozostałymi składnikami mieszaniny reakcyjnej i przepuszczania przez nią amoniaku

## Właściwości
Jest to żółte ciało stałe, które średnio rozpuszcza się w zimnej wodzie, znacznie lepiej w ciepłej. Podobną rozpuszczalność wykazuje w pirydynie, jeszcze lepiej rozpuszcza się w takich rozpuszczalnikach jak etanol, gliceryna, glikol etylenowy, 2-etoksyetanol czy alkohol benzylowy, jednak znacznie słabiej w chloroformie, dioksanie czy ksylenie. Podczas ogrzewania powyżej 250 °C rozkłada się, jednak w roztworach wodnych może ulegać rozkładowi już przy ogrzewaniu powyżej 50 °C. Wykazuje właściwości fluorescencyjne. Maksimum absorpcji przypada na długości fal 370 nm i 432 nm, natomiast maksimum emisji na 550 nm.

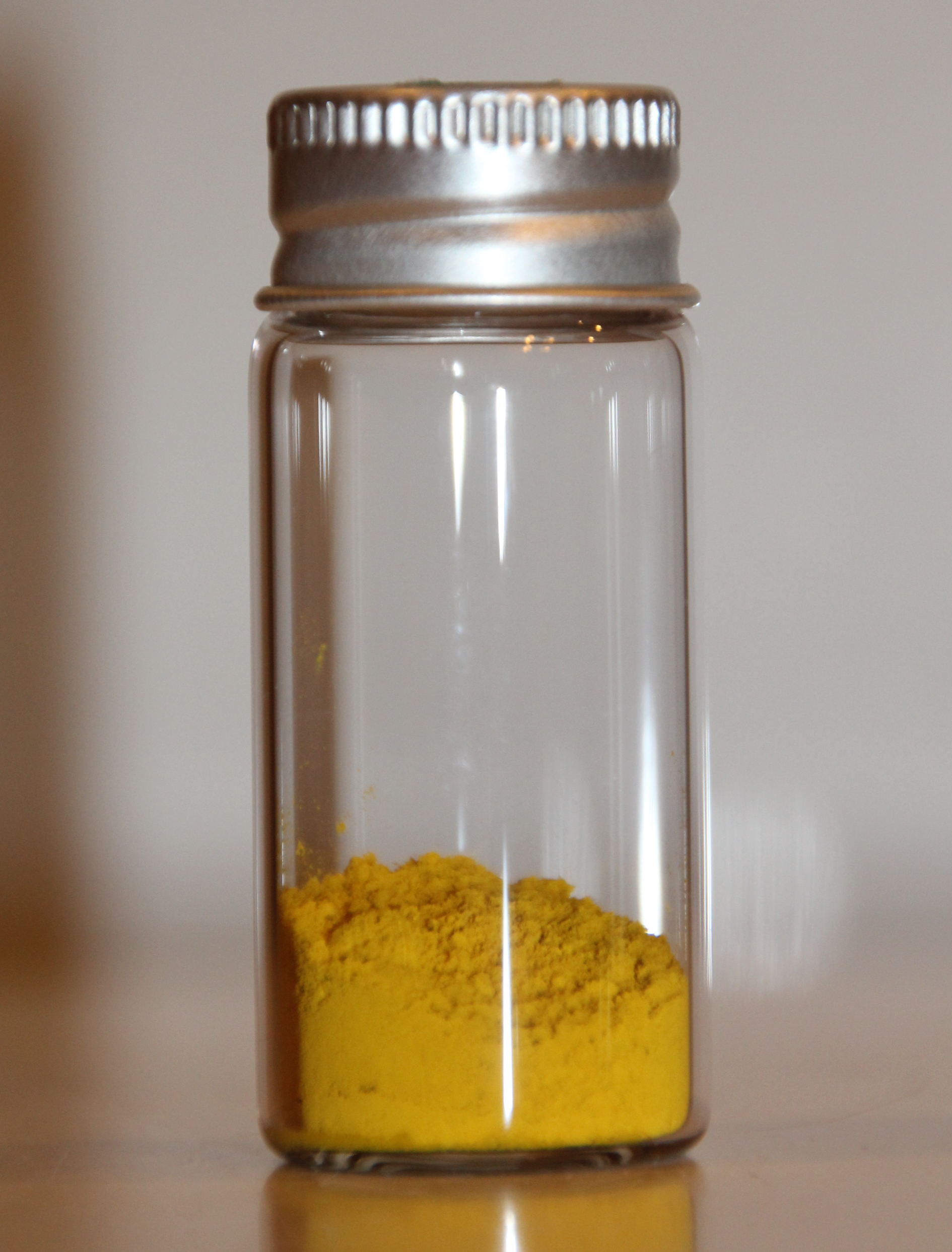
Próbka auraminy O
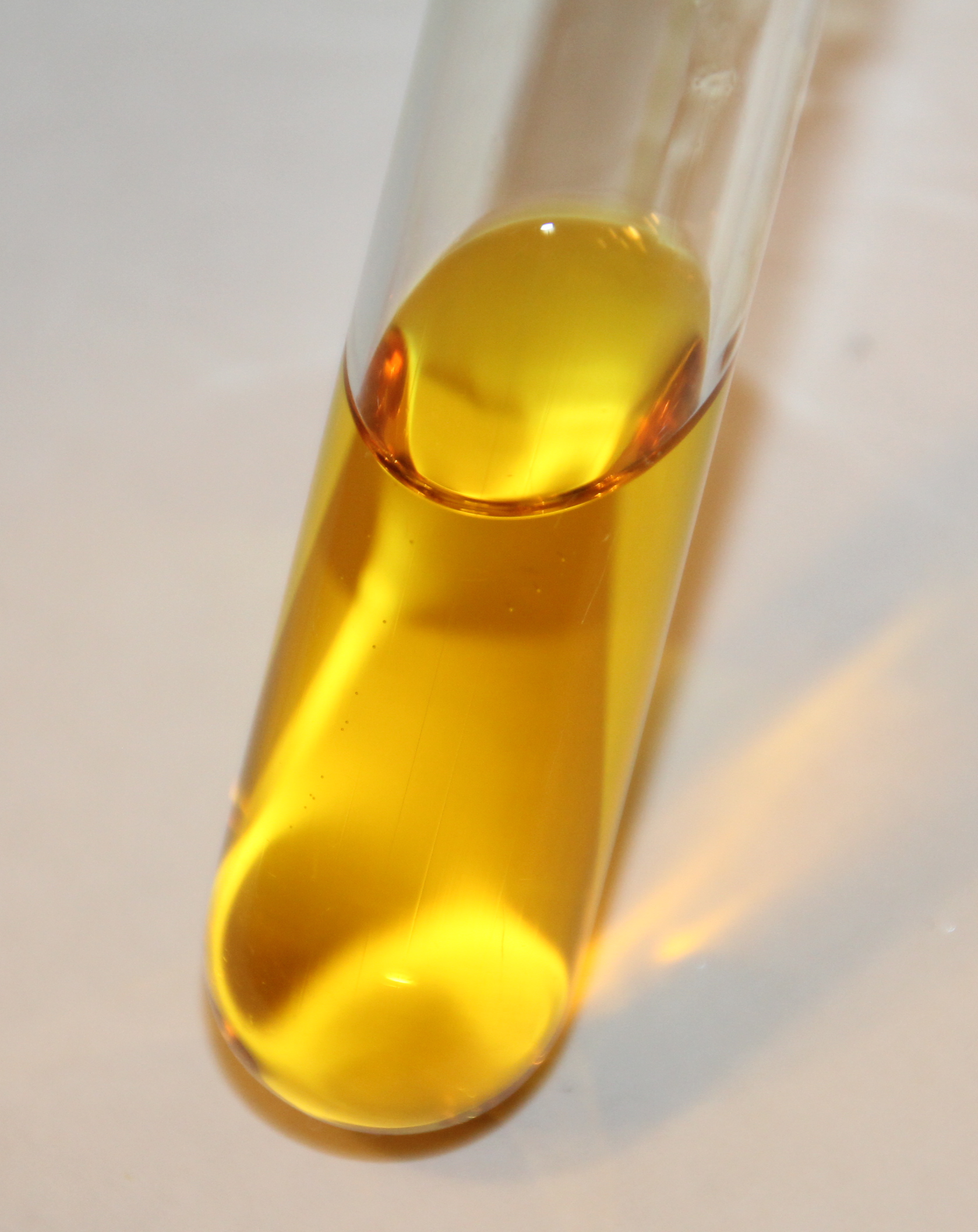
Wodny roztwór auraminy O

## Zastosowanie
Auramina O, jak również inne sole auraminy, znalazła zastosowanie przede wszystkim jako barwnik w wielu działach przemysłu. Barwiono nią skórę, włókna jutowe i bawełniane, woski i oleje, była stosowana w taśmach barwiących, tuszach długopisów i kalkach. Duże znaczenie odgrywała w barwieniu papieru i fleksografii. Już w czasie I wojny światowej była stosowana jako składnik mieszanin pirotechnicznych służących do wytwarzania żółego, żółtozielonego bądź zielonego dymu.
Jako barwnik histologiczny stosowana jest w preparatyce do barwienia bakterii kwasoopornych, w tym w mieszaninie z rodaminą B jest wykorzystywana jako technika diagnostyczna do barwienia prątków gruźlicy (barwienie metodą Truanta).
Szczególnie w latach 30. XX wieku bywała składnikiem brylantyny do włosów. W części państw była stosowana jako barwnik spożywczy. Również obecnie wykrywana jest w niektórych produktach spożywczych pochodzących z Azji, choć w wielu państwach jej stosowanie w żywności jest zabronione. W wielu zastosowaniach została wyparta przez mniej toksyczne substancje, a produkcja w Stanach Zjednoczonych i Unii Europejskiej została zaprzestana. Większość jej światowej produkcji odbywa się w Chinach i Indiach, a jej głównym zastosowaniem pozostaje barwienie papieru.

## Zagrożenia
Międzynarodowa Agencja Badań nad Rakiem sklasyfikowała auraminę jako czynnik grupy 2B, tj. substancję prawdopodobnie rakotwórczą dla człowieka. Nie ma wystarczających badań, które potwierdzałyby rakotwórczość auraminy u ludzi, jednak potwierdzają one rakotwórczość tej substancji u zwierząt. Jednocześnie produkcja auraminy została sklasyfikowana w grupie 1, a więc warunki narażenia podczas pracy przy produkcji auraminy określone zostały jako rakotwórcze dla człowieka.

## Nazewnictwo
Nazwa „auramina” pochodzi od łac. aurum (złoto) i „amina”, co związane jest z kolorem tej substancji oraz strukturą chemiczną (obecnością grup aminowych). Auraminą nazywana jest wolna zasada (forma nieprotonowana w postaci iminy), auraminą O zaś jej sól w postaci chlorowodorku iminiowego. W zastosowaniach medycznych i weterynaryjnych, wykorzystujących właściwości antyseptyczne auraminy, stosowana była niegdyś nazwa pyoctaninum aureum.